# Helmbrechts
Helmbrechts er en by i Landkreis Hof i den nordøstlige del af den bayerske regierungsbezirk Oberfranken i det sydlige Tyskland. Den ligger mellem Kulmbach og Hof. Helmbrechts regnes for Porten til Frankenwald.

## Geografi
Indtil områdereformen 1972 hørte Helmbrechts til Landkreis Münchberg men kom i forbindelse med reformen under Landkreis Hof. Områdereformen lagde talrige landsbyer ind under byens forvaltning. Helmbrechts er efter Münchberg og Rehau den tredjestørste by i Landkreis Hof. Floden Selbitz har sit udspring i kommunen.

### Landsbyer og bebyggelser i Helmbrechts
| - Absang - Almbranz - Altsuttenbach - Baiergrün - Bärenbrunn - Bischofsmühle - Buckenreuth - Burkersreuth - Dreschersreuth - Edlendorf - Einzigenhöfen - Enchenreuth - Geigersmühle - Gösmes | - Günthersdorf - Haide - Hohberg - Jägersruh - Kleinschwarzenbach - Kollerhammer - Kriegsreuth - Lehsten - Oberbrumberg - Oberweißenbach - Ochsenbrunn - Ort - Ottengrün - Rappetenreuth | - Rauhenberg - Schlegelmühle - Suttenbach - Stechera - Taubaldsmühle - Unterbrumberg - Unterweißenbach - Wüstenselbitz - Zimmermühle |